# Jean-Loup Huret
Jean Loup Huret (Neuilly-sur-Seine, 20 de octubre de 1951) es un científico francés y médico especialista en genética, profesor asociado honorario de genética médica de las universidades francesas, que trabaja en las anomalías cromosómicas.
Jean-Loup Huret ha descubierto el primer caso de síndrome de Down con un cariotipo normal. Demostró, en colaboración con el equipo de Pierre Marie Sinet, que se debía a una microduplicación (menos de 3 Mb) de ADN en el cromosoma 21, demostrando que sólo una alteración de muy pocos genes podía ser responsable de la mayor parte del fenotipo en un síndrome de aberración cromosómica. De ahí surgió además el concepto de región crítica en los síndromes cromosómicos (por ejemplo, región crítica del síndrome de Down).
Jean-Loup Huret es el creador en 1997 y editor en jefe del "Atlas de Genética y Citogenética en Oncología y Hematología", una enciclopedia, revista científica y base de datos en acceso libre en Internet (45.000 páginas, de las cuales más de 10.000 páginas han sido escritas por más de 3.000 autores, 4.500 visitantes al día), el director de la base de datos es Philippe Dessen. Este sitio web está dedicado a la Genética del Cáncer, y proporciona artículos de revisión, tarjetas y figuras sobre alteraciones de genes y cromosomas en todos los tipos de cáncer.
En 2011, Jean-Loup Huret recibió la distinción francesa de Caballero de la Orden Nacional del Mérito (Chevalier dans l'ordre National du Mérite) por sus obras enciclopédicas. Ha estado en el Who's Who in America - Marquis Who's Who, sección Medicina y Salud desde 2002, y en Who's Who in France desde 2010. Recibió el "Albert Nelson Marquis Lifetime Achievement Award" en 2019.
Jean-Loup Huret también ha sido entrevistado por la prensa por su larga actividad -más de treinta años- en los talleres de pintura de las instituciones para niños y adultos con discapacidad mental.
Está interesado en la pintura y la escritura, como se indica en el sitio personal de Jean-Loup Huret: